# Faruk Kulenović
Faruk Kulenović (* 23. Februar 1952 in Zagreb) ist ein kroatischer Basketballtrainer.

## Laufbahn
Kulenović war Basketballspieler bei Mladost Zagreb, im Alter von 21 Jahren begann er bei KK Medveščak Zagreb seine Trainerlaufbahn im Jugendbereich. Anschließend war er bei KK Borovo Vukovar beschäftigt. 1975 schloss er in Zagreb ein Sportstudium ab. In den späten 1970er und während der 1980er Jahre weilte er regelmäßig in den Vereinigten Staaten, hospitierte bei Mannschaften auf Schul-, Hochschul- und Profiebene und begab sich mit jugoslawischen Jugendauswahlmannschaften auf Reisen durch die USA, in deren Rahmen man gegen US-Mannschaften antrat. 1981 wurde er mit 29 Jahren Trainer des jugoslawischen Erstligisten KK Šibenka Šibenik. Er führte die Mannschaft, zu der Dražen Petrović gehörte, in der Saison 1981/82 ins Endspiel des europäischen Vereinswettbewerbs Korać-Cup, dort unterlag man Limoges aus Frankreich.
Die Zusammenarbeit mit KK Šibenka ging nach einer Saison zu Ende, von 1982 bis 1985 hatte er das Traineramt bei KK Kvarner Rijeka inne, gefolgt von zwei Jahren bei KK Pula (1985 bis 1987). 1987/88 trainierte Kulenović Hapoel Jerusalem in der ersten Liga Israels, 1988/89 dann in einer zweiten Amtszeit KK Šibenka Šibenik. Für den Basketballweltverband FIBA war er zudem als Leiter von Jugendtrainingslagern sowie Trainerfortbildungen tätig und hielt Letztere unter anderem in Äthiopien und im Jemen ab. Neben seinen Vereinsaufgaben war Kulenović von 1985 bis 1990 leitend bei einer Basketballakademie in Pula tätig.
1990 trat Kulenović die Trainerstelle bei der BG Charlottenburg in der Basketball-Bundesliga an. Zustande gekommen war der Wechsel nach Deutschland dank der Vermittlung von Svetislav Pešić, dem damaligen deutschen Bundestrainer. Er führte die BG 1991 zur deutschen Vizemeisterschaft. Mit den Berlinern nahm er auch am Europapokal Korać-Cup teil. Kulenović setzte in Berlin auf eine taktische Vorgehensweise, die sein Leverkusener Trainerkollege Dirk Bauermann als „hässliche Spielweise“ einstufte. Kulenović selbst sagte später im Rückblick auf die Saison 1990/91, seine Mannschaft habe „den hässlichsten Basketball der Welt gespielt“, aber man habe unbedingt Spiele gewinnen müssen, um Zuschauer anzulocken, da die wirtschaftliche Lage des Vereins schwierig gewesen sei. In der Saison 1991/92 trat Charlottenburg erstmals als Alba Berlin an. Kulenović erreichte mit der Mannschaft mit Spielern wie Uwe Blab, Emir Mutapčić, John Dronsella und Matthias Strauss erneut die Finalserie um die deutsche Meisterschaft, verlor dort aber wie im Vorjahr gegen Bayer Leverkusen. In Kulenovićs Berliner Amtszeit wurde die Zusammenarbeit mit dem TuS Lichterfelde in die Wege geleitet, er selbst trainierte regelmäßig mit Lichterfeldes Nachwuchsspielern. Kulenović blieb bis 1993 in Berlin, in der Saison 1992/93 schied er mit der Mannschaft im Bundesliga-Viertelfinale aus.
1993/94 war er Trainer des türkischen Erstligisten Fenerbahçe Istanbul, mit dem er im Meisterschaftshalbfinale gegen Efes Pilsen verlor. 1994 und 1995 hatte er das Amt des Nationaltrainers Bosnien und Herzegowinas inne. Anschließend arbeitete er wieder in Kroatien: Bei KK Zrinjevac Zagreb (1995/96), KK Svjetlost Brod (1997 bis 1999) und abermals KK Zrinjevac Zagreb (1999/2000). Kulenović trat 2000 das Traineramt bei Ohud Medina in Saudi-Arabien an, das er in der Saison 2000/01 ausübte, von 2002 bis 2006 war er im türkischen Adapazarı in der Jugendarbeit tätig.
2006 wechselte er innerhalb der Türkei zu Darüşşafaka Kulübü und wurde dort für die Leitung der Nachwuchsarbeit zuständig. Später arbeitete er im Jugendbereich des Vereins İstanbul Teknik Üniversitesi B.K. (İTÜ BK).